# Marlene Mizzi
Marlene Mizzi (Rabat, 24 dicembre 1954) è una politica maltese e membro del Parlamento europeo . È membro del Partito Laburista e fa parte del gruppo dell'Alleanza Progressista di Socialisti e Democratici al Parlamento Europeo.

## Biografia
Figlia di John Cacciottolo e Josephine Micallef, Marlene Cacciottolo ha sposato il magistrato Antonio Mizzi. Hanno una figlia, Alexandra, che è anch'ella avvocata.
Marlene Mizzi si è laureata con lode in economia nel 1976, proseguendo gli studi presso la Maastricht School of Management, dove ha frequentato un Master in corporate governance. Dal 1997 al 2005 è stata Presidente di Sea Malta Co Ltd., la compagnia di navigazione nazionale di Malta.
Nel 2016-2017 Marlene Mizzi è stata ambasciatrice del programma Erasmus per giovani imprenditori.

### Carriera politica
Il 24 aprile 2013, Mizzi è stata eletta come prima donna deputata al Parlamento europeo da Malta, in sostituzione del dottor Edward Scicluna. Durante il suo anno in parlamento, è stata vicepresidente della commissione per i problemi economici e monetari, sotto la guida della presidente Sharon Bowles . A seguito delle elezioni europee del 2014, Mizzi è diventata vicepresidente della commissione per le petizioni e membro della commissione per il mercato interno e la protezione dei consumatori . Nel 2016 è stata nominata relatrice del parlamento per la standardizzazione.
Marlene Mizzi è attiva nel campo dei diritti delle donne da alcuni anni. Nel 2016 ha ospitato una discussione sui diritti delle donne presso l'Ambasciata americana a Malta. Oltre ad essere vocale sostenitrice dei diritti delle donne, Mizzi ha organizzato una conferenza sull'imprenditoria femminile al Parlamento europeo a Bruxelles. L'obiettivo della conferenza era promuovere l'imprenditoria femminile inclusiva e fornire un migliore ambiente imprenditoriale alle donne.
Oltre ai suoi incarichi in commissione, Mizzi è stata membro della delegazione del parlamento europeo all'Assemblea parlamentare del Mediterraneo dal 2013. È inoltre membro dell'Intergruppo del Parlamento europeo sul benessere e la conservazione degli animali.
Marlene Mizzi non si è ripresentata alle elezioni europee del 2019.